# Acadia Lake
Acadia Lake (do 5 marca 1953 Long Lake) – jezioro (lake) w kanadyjskiej prowincji Nowa Szkocja, w hrabstwie Halifax, na wschód od jeziora Lake Charlotte; nazwa Long Lake urzędowo zatwierdzona 12 grudnia 1939.